# Orbital ATK
Orbital ATK Inc. je americká akciová společnost působící na poli aerokosmického a zbrojního průmyslu, která vznikla spojením Orbital Sciences Corporation a několika divizí Alliant Techsystems (ATK) 9. února 2015.
V současnosti se na poli aerokosmonautiky společnost zabývá zejména vývojem a provozem svých nosných raket třídy Pegasus, Minotaur a prominentně pak systému Antares, který vynáší na nízkou oběžnou dráhu Země automatickou zásobovací kosmickou loď Cygnus, společné dílo firem Orbital ATK a Thales Alenia Space. Aerokosmická divize Orbitalu se taktéž chlubí třemi důležitými smlouvami s americkou NASA, a to CRS a CRS2, pod kterými Cygnus vynáší zásoby na Mezinárodní vesmírnou stanici, a kontraktem na modifikaci čtyřsegmentových pomocných motorů SRB, které využíval raketoplán Space Shuttle, na pětisegmentovou konfiguraci k budoucímu využití pro Space Launch System; s více než 16 000 motory na tuhé pohonné látky v portfoliu se jedná o jednu k tomu nejvíce vhodných společností.
V roce 2018 byla koupena společností Northrop Grumman a přejmenována na Northrop Grumman Innovation Systems.